# Allactaga vinogradovi
Allactaga vinogradovi är en däggdjursart som beskrevs av Anatol I. Argyropulo 1941. Allactaga vinogradovi ingår i släktet hästspringråttor och familjen hoppmöss. IUCN kategoriserar arten globalt som nära hotad. Inga underarter finns listade.
Arten tillhör undersläktet Scarturus som ibland listas som släkte.
Vuxna exemplar är 100 till 130 mm långa (huvud och bål), har en 175 till 200 mm lång svans och väger 63 till 78 g. De har 53 till 60 mm långa bakfötter och 35 till 42 mm långa öron. Hannar är större än honor. Pälsen på ovansidan har en ockra färg med gråa nyanser och undersidan är vit. Svansens främre del har samma färg som ovansidan och vid svansens spets finns en avplattad tofs som är 30 till 35mm lång. Den är först vit, sedan svart och vid slutet åter vit. Bakfötternas tår har inga hår på undersidan. Arten har vit tandemalj på framtänderna.
Denna hästspringråtta förekommer i södra Kazakstan och i östra Uzbekistan. Habitatet utgörs av halvöknar och låga bergstrakter. I bergstrakter når arten 1200 meter över havet.
Allactaga vinogradovi äter frön, rötter och gröna växtdelar samt några småkryp. Den bygger tillfälliga och permanenta underjordiska bon. I de senare håller hästspringråttan mellan oktober och februari/mars vinterdvala. De längsta tunnlarna kan vara 1,8 meter långa och ligga 0,9 meter under markytan. Individerna är aktiva på natten och lever utanför parningstiden ensam. Honor kan para sig under våren och hösten. Per kull föds upp till sex ungar.